# Erythrocephalum dictyophlebium
Erythrocephalum dictyophlebium là một loài thực vật có hoa trong họ Cúc. Loài này được Wild mô tả khoa học đầu tiên năm 1972.